# Центр исполнительских искусств на Добрынинской
Центр исполни́тельских иску́сств на Добры́нинской (с 1991 по 2022 год — Моско́вское театра́льно-конце́ртное музыка́льное объедине́ние под руково́дством А. Гра́дского, с 2022 по 2024 год — Моско́вское театра́льно-конце́ртное музыка́льное объедине́ние «Гра́дский Холл») — бюджетное учреждение культуры города Москвы, созданное народным артистом России Александром Борисовичем Градским (1949—2021) в 1991 году в соответствии с решением Исполнительного комитета Московского городского совета народных депутатов в здании бывшего кинотеатра «Буревестник». 

## История

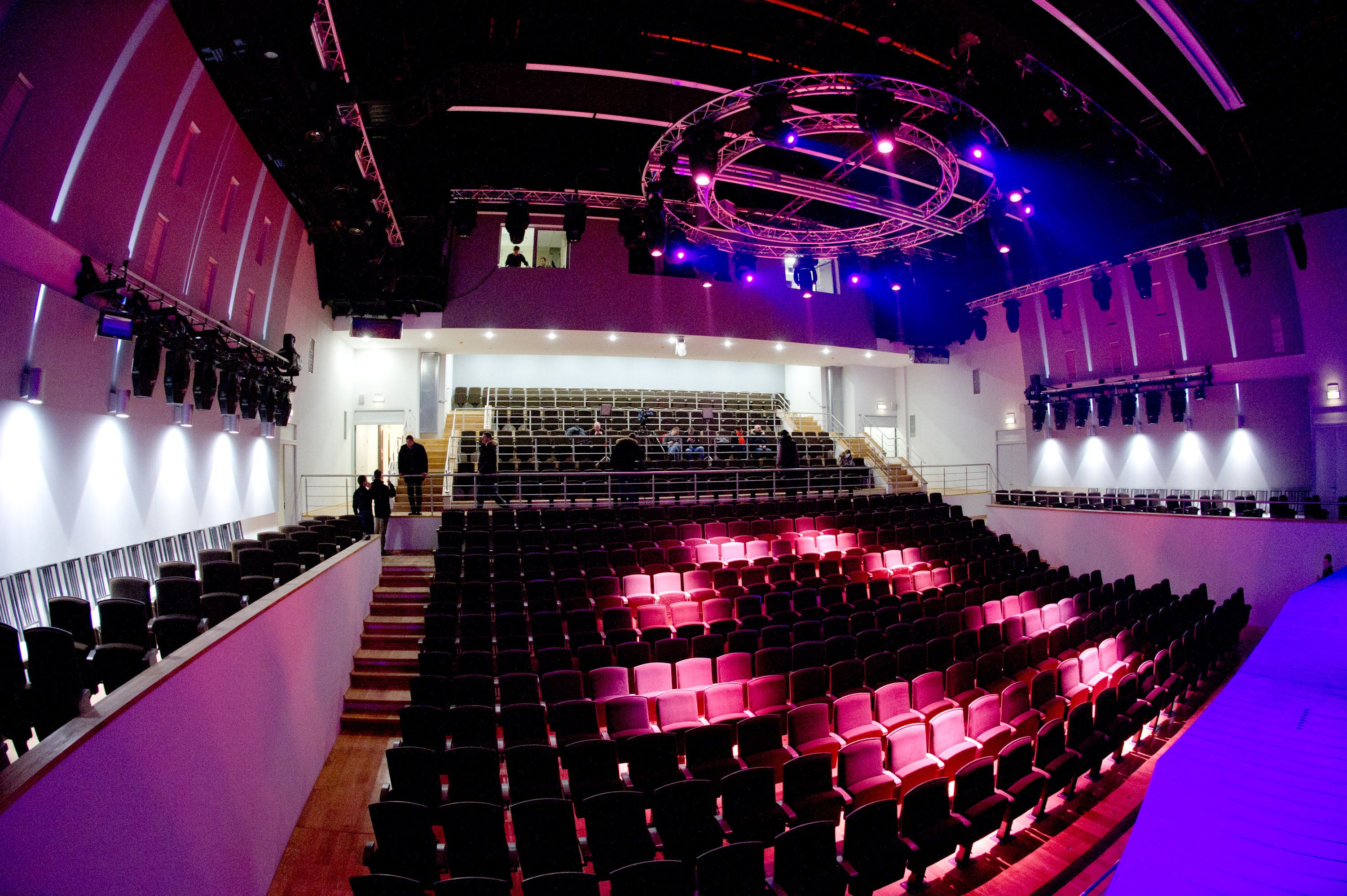
Зрительный зал, февраль 2014 года

В 1914 года на месте нынешнего здания открылся кинотеатр «Великан». В начале 1930-х годов «Великан» был отремонтирован, расширен, снабжён современной аппаратурой и переименован в «Спорт».
В 1941 году кинотеатр был разрушен прямым попаданием бомбы во время одного из налётов фашистской авиации.
В 1957 году по проекту академика архитектуры Ивана Жолтовского было выстроено новое здание. Кинотеатр получил название «Буревестник» и стал подарком москвичам и гостям столицы к 40-й годовщине Великого Октября. В «Буревестнике» был зрительный зал на 700 мест, читальня и фойе.
В 1991 году власти города передали здание кинотеатра певцу и композитору Александру Градскому (1949—2021) для создания музыкального театра, получившего название Московское театрально-концертное музыкальное объединение под руководством А. Градского.
После реконструкции площадь центра составила 8,5 тысяч м². Из них 6,83 занимает главное четырёхэтажное здание, в котором располагаются кассовый, распределительный вестибюль, гардероб, многофункциональный зрительный зал с амфитеатром и балконами на 500 мест, а также малый зал на 150 мест, комнаты отдыха для артистов, звуко-аппаратная и свето-проекционная, танцевальный зал с эстрадой. Сцена в зрительном зале может трансформироваться — отдельные части подиума поднимаются и опускаются

.
Торжественное открытие состоялось 4 сентября 2015 года. На закрытом концерте выступили Оркестр народных инструментов имени Н. П. Осипова, сам Александр Градский и его воспитанники, в том числе победительница телешоу «Голос» Дина Гарипова. Среди гостей были министр культуры России Владимир Мединский, певец Иосиф Кобзон, продюсер Константин Эрнст и другие
.
23 августа 2022 года на основании приказа Департамента культуры города Москвы от 23 августа 2022 года № 705/ОД учреждение было переименовано в Московское театрально-концертное музыкальное объединение «Градский Холл».
26 августа 2024 года на основании приказа Департамента культуры города Москвы от 26 августа 2024 года № 717/ОД учреждение было присоединено к Московской государственной творческой мастерской под руководством Алексея Рыбникова и стало называться Центр исполнительских искусств на Добрынинской.

## Труппа
По состоянию на март 2025 года в труппе — 18 артистов.
- Селим Алахяров
- Валентина Бирюкова
- Александра Воробьёва
- Дина Гарипова
- Наталья Герасимова
- Буша Гоман
- Лора Горбунова
- Эмиль Кадыров
- Богдан Кияшко
- Полина Конкина
- Андрей Лефлер
- Елена Минина
- Стас Обухов
- Михаил Озеров
- Софья Онопченко
- Алла Рид
- Светлана Сыропятова
- Шарип Умханов

## Художественные руководители
- Александр Градский (1991—2021)
- Алексей Рыбников (с 29 ноября 2021[14])

## Директора
- Алексей Полетаев (с 31 декабря 2021[15])